# Mokrsko
Mokrsko è un comune rurale polacco del distretto di Wieluń, nel voivodato di Łódź.
Ricopre una superficie di 77,75 km² e nel 2004 contava 5 452 abitanti.